# Grand Prix-wegrace van Japan 1966
De Grand Prix-wegrace van Japan 1966 was de twaalfde en laatste race van het wereldkampioenschap wegrace-seizoen 1966. De races werden verreden op 15 oktober 1966 op de Fuji Speedway, 64 kilometer ten westen van Yokohama. Aan de start kwamen de 50cc-klasse, de 125cc-klasse, de 250cc-klasse en de 350cc-klasse. De wereldtitel in de 50cc-klasse werd hier beslist.

## Algemeen
Al toen voor het eerst bekend werd dat de Japanse GP verplaatst werd van de Suzuka International Racing Course (eigendom van Honda) naar de Fuji Speedway maakte Honda bekend daar niet aan te zullen treden. Men nam aan dat Honda beledigd was omdat er een ander circuit werd gekozen, maar Hans Hugenholtz, directeur van het Honda Racing Circuit Advisery Office, maakte bekend dat men het circuit niet veilig vond. Honda verscheen inderdaad niet, waardoor men een grote kans op de 50cc-wereldtitel liet schieten. Tijdens de eerste trainingen met de 125cc-Kawasaki A1-R raakte Ernst Degner ernstig gewond. Het zou het einde van zijn carrière inluiden.

## 350cc-klasse

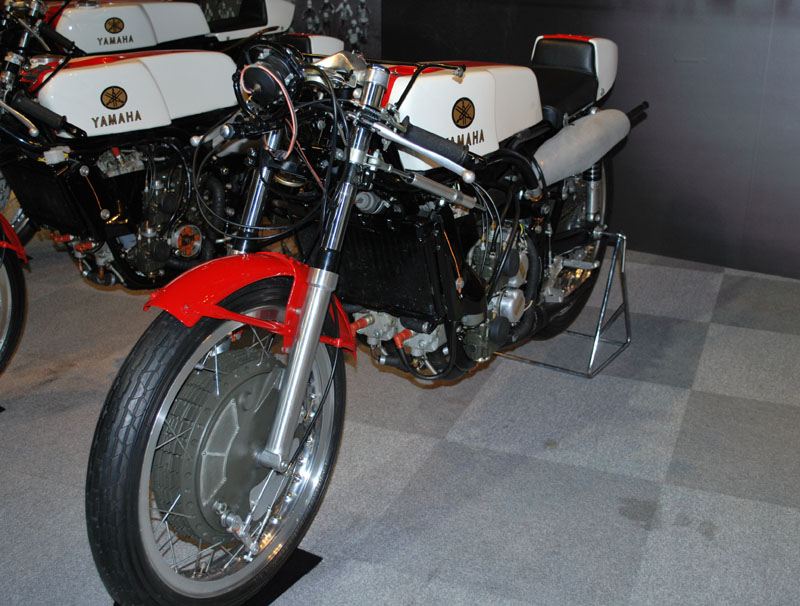
De 350cc-race werd gewonnen door de 254cc-Yamaha RD 05 A

In Japan weigerde Honda aan de start te komen. Zelfs toen konden andere merken met hun 350cc-racers niet winnen. De eerste twee plaatsen gingen naar Phil Read en Bill Ivy met hun 254cc-Yamaha RD 05 A. Pas op de derde plaats eindigde een "echte" 350: Alberto Pagani met een Aermacchi Ala d'Oro 350. Benelli had Frank Perris met een Benelli 350 4C ingeschreven, maar verscheen niet omdat de organisatie wel de overtocht van Perris en zijn machines wilde vergoeden, maar niet de reiskosten van een monteur.
| Pos | Coureur         | Merk      | Tijd      | Punten |
| --- | --------------- | --------- | --------- | ------ |
| 1   | Phil Read       | Yamaha    | 54"01'38  | 8      |
| 2   | Bill Ivy        | Yamaha    | +0'11     | 6      |
| 3   | Alberto Pagani  | Aermacchi | +2 ronden | 4      |
| 4   | Byron Black     | Honda     |           | 3      |
| 5   | Kenzo Muromachi | Honda     |           | 2      |
| 6   | Kent Andersson  | Husqvarna |           | 1      |

| Coureur           | Merk           | Oorzaak      |
| ----------------- | -------------- | ------------ |
| Frank Perris      | Benelli        | Geen Machine |
| František Boček   | ČZ             | Teambeleid   |
| František Šťastný | Jawa / Jawa-ČZ | Teambeleid   |
| Gustav Havel      | Jawa           | Teambeleid   |
| Heinz Rosner      | MZ             | Teambeleid   |
| Mike Hailwood     | Honda          | Teambeleid   |
| Giacomo Agostini  | MV Agusta      | Teambeleid   |
| Tarquinio Provini | Benelli        | Blessure     |
| Jim Redman        | Honda          | Gestopt      |

| Coureur          | Merk           |
| ---------------- | -------------- |
| Jack Ahearn      | Norton         |
| Kel Carruthers   | Norton         |
| Chris Conn       | Norton         |
| Chris Vincent    | Norton         |
| Dave Simmonds    | Norton / Honda |
| Joe Dunphy       | Norton         |
| John Blanchard   | Seeley-AJS     |
| John Cooper      | Norton         |
| Peter Williams   | AJS            |
| Stuart Graham    | AJS            |
| Tommy Robb       | Bultaco        |
| Gilberto Milani  | Aermacchi      |
| Renzo Pasolini   | Aermacchi      |
| Silvio Grassetti | Bianchi        |
| Bruce Beale      | Honda          |

### Top tien eindstand 350cc-klasse
| Pos | Coureur           | Merk           | Ptn     |
| --- | ----------------- | -------------- | ------- |
| 1   | Mike Hailwood     | Honda          | 48      |
| 2   | Giacomo Agostini  | MV Agusta      | 42 (48) |
| 3   | Renzo Pasolini    | Aermacchi      | 17      |
| 4   | František Šťastný | Jawa / Jawa-ČZ | 13      |
| 5   | Gustav Havel      | Jawa           | 12      |
| 6   | Alberto Pagani    | Aermacchi      | 11      |
| 7   | Heinz Rosner      | MZ             | 10      |
| 8   | Phil Read         | Yamaha         | 8       |
| 9   | Jack Ahearn       | Norton         | 8       |
| 10  | Bruce Beale       | Honda          | 7       |

(Punten tussen haakjes zijn inclusief streepresultaten)

## 250cc-klasse
Honda weigerde op de Fuji Speedway te rijden, waardoor Yamaha de eerste drie plaatsen kon pakken met Hiroshi Hasegawa, Phil Read en Akiyasu Motohashi. Jack Findlay, die toch in Japan was om Bridgestone te helpen, kreeg net als John Cooper een nieuwe Bultaco TSS 250.
| Pos | Coureur           | Merk      | Tijd       | Punten |
| --- | ----------------- | --------- | ---------- | ------ |
| 1   | Hiroshi Hasegawa  | Yamaha    | 51"21'52   | 8      |
| 2   | Phil Read         | Yamaha    | + 2'78     | 6      |
| 3   | Akiyasu Motohashi | Yamaha    | + 26'13    | 4      |
| 4   | Jack Findlay      | Bultaco   | + 1 ronde  | 3      |
| 5   | Tommy Robb        | Bultaco   | + 1 ronde  | 2      |
| 6   | Kent Andersson    | Husqvarna | + 2 ronden | 1      |

| Coureur           | Merk   | Oorzaak    |
| ----------------- | ------ | ---------- |
| František Šťastný | Jawa   | Teambeleid |
| Heinz Rosner      | MZ     | Teambeleid |
| Bob Anderson      | Yamaha | Teambeleid |
| Derek Woodman     | MZ     | Teambeleid |
| Mike Hailwood     | Honda  | Teambeleid |
| Stuart Graham     | Honda  | Teambeleid |
| Jim Redman        | Honda  | Gestopt    |

| Coureur          | Merk             |
| ---------------- | ---------------- |
| Kevin Cass       | Bultaco          |
| Len Atlee        | Cotton           |
| Mike Duff        | Yamaha           |
| Gyula Marsovszky | Bultaco          |
| Günter Beer      | Honda            |
| Daniel Lhéraud   | Yamaha           |
| Bill Ivy         | Yamaha           |
| Bill Smith       | Bultaco          |
| Chris Vincent    | Bultaco          |
| Jim Curry        | Honda            |
| John Cooper      | Bultaco          |
| Peter Inchley    | Bultaco-Villiers |
| Selwyn Griffiths | Royal Enfield    |
| Alberto Pagani   | Aermacchi        |
| Giuseppe Visenzi | Aermacchi        |
| Renzo Pasolini   | Aermacchi        |
| Ginger Molloy    | Bultaco          |
| Bruce Beale      | Honda            |

### Top tien eindstand 250cc-klasse
| Pos | Coureur           | Merk    | Ptn     |
| --- | ----------------- | ------- | ------- |
| 1   | Mike Hailwood     | Honda   | 56 (80) |
| 2   | Phil Read         | Yamaha  | 34      |
| 3   | Jim Redman        | Honda   | 20      |
| 4   | Derek Woodman     | MZ      | 18      |
| 5   | Stuart Graham     | Honda   | 15      |
| 6   | Heinz Rosner      | MZ      | 15      |
| 7   | Jack Findlay      | Bultaco | 14      |
| 8   | František Šťastný | Jawa    | 11      |
| 9   | Mike Duff         | Yamaha  | 9       |
| 10  | Ginger Molloy     | Bultaco | 8       |
| 10  | Hiroshi Hasegawa  | Yamaha  | 8       |

## 125cc-klasse

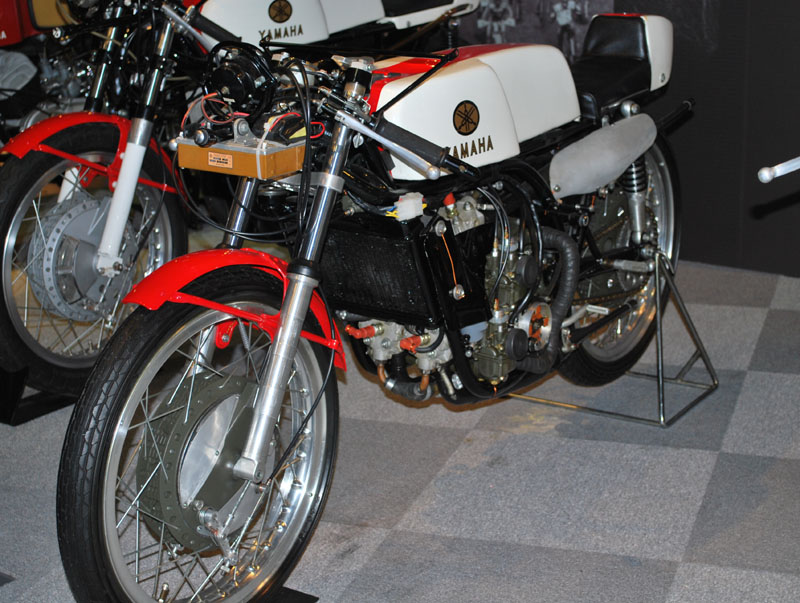
125cc-Yamaha RA 31

Bij afwezigheid van Honda won Bill Ivy met de Yamaha RA 31 de 125cc-race in Japan. De Suzuki-coureurs Yoshimi Katayama en Mitsuo Itoh werden tweede en derde. Kawasaki, dat tijdens de TT van Man haar fabrieksrijder Toshio Fujii had verloren, had een team samengesteld met Ernst Degner, Chris Vincent, Dave Simmonds en Takeshi Araoka. Degner was tijdens de trainingen ernstig gewond geraakt en de overige teamleden komen niet in de uitslag voor.
| Pos | Coureur           | Merk   | Tijd     | Punten |
| --- | ----------------- | ------ | -------- | ------ |
| 1   | Bill Ivy          | Yamaha | 44"17'56 | 8      |
| 2   | Yoshimi Katayama  | Suzuki |          | 6      |
| 3   | Mitsuo Itoh       | Suzuki |          | 4      |
| 4   | Akiyasu Motohashi | Yamaha |          | 3      |
| 5   | Phil Read         | Yamaha |          | 2      |
| 6   | Yasuharu Yuzawa   | Yamaha |          | 1      |

| Coureur      | Merk     | Oorzaak  |
| ------------ | -------- | -------- |
| Ernst Degner | Kawasaki | Blessure |

| Coureur          | Merk   | Oorzaak      |
| ---------------- | ------ | ------------ |
| Frank Perris     | Suzuki | Geen machine |
| Luigi Taveri     | Honda  | Teambeleid   |
| Friedhelm Kohlar | MZ     | Teambeleid   |
| Hartmut Bischoff | MZ     | Teambeleid   |
| Mike Hailwood    | Honda  | Teambeleid   |
| Ralph Bryans     | Honda  | Teambeleid   |

| Coureur              | Merk     |
| -------------------- | -------- |
| Hugh Anderson        | Suzuki   |
| Mike Duff            | Yamaha   |
| Hans Georg Anscheidt | Suzuki   |
| Herbert Mann         | MZ       |
| Walter Scheimann     | Honda    |
| José Medrano         | Bultaco  |
| Chris Vincent        | Kawasaki |
| Dave Simmonds        | Kawasaki |
| Peter Williams       | EMC      |
| Tommy Robb           | Yamaha   |
| Francesco Villa      | Montesa  |
| Takeshi Araoka       | Kawasaki |

### Top tien eindstand 125cc-klasse
| Pos | Coureur           | Merk   | Ptn     |
| --- | ----------------- | ------ | ------- |
| 1   | Luigi Taveri      | Honda  | 46 (58) |
| 2   | Bill Ivy          | Yamaha | 40 (44) |
| 3   | Ralph Bryans      | Honda  | 32 (33) |
| 4   | Phil Read         | Yamaha | 29 (37) |
| 5   | Hugh Anderson     | Suzuki | 15      |
| 6   | Yoshimi Katayama  | Suzuki | 14      |
| 7   | Frank Perris      | Suzuki | 10      |
| 8   | Akiyasu Motohashi | Yamaha | 5       |
| 9   | Mitsuo Itoh       | Suzuki | 4       |
| 10  | Mike Duff         | Yamaha | 4       |

## 50cc-klasse
Honda was het niet eens met de keuze voor de Fuji Speedway en verscheen uit principiële overwegingen niet bij haar eigen thuis-Grand Prix. Dat betekende bijna automatisch dat men de 50cc-wereldtitel opgaf, want Hans Georg Anscheidt had nu aan een tweede plaats genoeg om wereldkampioen te worden. Vreemd genoeg werd hem die tweede plaats bijna door een teamgenoot onthouden. De race werd namelijk gewonnen door Yoshimi Katayama. Anscheidt werd weliswaar tweede, maar het verschil met Hugh Anderson bedroeg slechts 0,1 seconde. Als Anderson iets sneller was geweest, was de wereldtitel alsnog naar Ralph Bryans gegaan. John Cooper en Chris Vincent waren door Suzuki uitgenodigd om met de twee jaar oude eencilinder-Suzuki RM 64 te rijden, maar komen in de uitslag niet voor. Bridgestone kon eindelijk gebruikmaken van de diensten van Tommy Robb, die door het uitstellen van de TT van Man langer dan verwacht aan zijn contract met Suzuki was gebonden. Het had al weken voor de Japanse Grand Prix ook Jack Findlay over laten komen om te helpen met de ontwikkeling van de racemotoren.
| Pos | Coureur              | Merk        | Tijd      | Punten |
| --- | -------------------- | ----------- | --------- | ------ |
| 1   | Yoshimi Katayama     | Suzuki      | 34"46'98  | 8      |
| 2   | Hans Georg Anscheidt | Suzuki      |           | 6      |
| 3   | Hugh Anderson        | Suzuki      |           | 4      |
| 4   | Mitsuo Itoh          | Suzuki      |           | 3      |
| 5   | Tommy Robb           | Bridgestone |           | 2      |
| 6   | Jack Findlay         | Bridgestone |           | 1      |
| 7   | Alberto Pagani       | Suzuki      | +2 ronden |        |

| Coureur      | Merk   | Oorzaak    |
| ------------ | ------ | ---------- |
| Luigi Taveri | Honda  | Teambeleid |
| Ernst Degner | Suzuki |            |
| Ralph Bryans | Honda  | Teambeleid |

| Coureur         | Merk        |
| --------------- | ----------- |
| Barry Smith     | Derbi       |
| André Roth      | Derbi       |
| Oswald Dittrich | Kreidler    |
| Ángel Nieto     | Derbi       |
| Brian Gleed     | Honda       |
| Chris Vincent   | Suzuki      |
| Dave Simmonds   | Honda       |
| John Cooper     | Suzuki      |
| Isao Morishita  | Bridgestone |
| Cees van Dongen | Kreidler    |

### Top tien eindstand 50cc-klasse
| Pos | Coureur              | Merk                 | Ptn     |
| --- | -------------------- | -------------------- | ------- |
| 1   | Hans Georg Anscheidt | Suzuki               | 28 (31) |
| 2   | Luigi Taveri         | Honda                | 26 (29) |
| 3   | Ralph Bryans         | Honda                | 26 (30) |
| 4   | Hugh Anderson        | Suzuki               | 16 (22) |
| 5   | Yoshimi Katayama     | Suzuki               | 10      |
| 6   | Ernst Degner         | Suzuki               | 3       |
| 6   | Mitsuo Itoh          | Suzuki               | 3       |
| 8   | Barry Smith          | Derbi                | 3       |
| 9   | Ángel Nieto          | Derbi                | 2       |
| 9   | Oswald Dittrich      | Kreidler             | 2       |
| 9   | Brian Gleed          | Honda                | 2       |
| 9   | Tommy Robb           | Suzuki / Bridgestone | 2       |

1962 · 1963 · 1964 · 1965 · 1966 · 1967 · 1987 · 1988 · 1989 · 1990 · 1991 · 1992 · 1993 · 1994 · 1995 · 1996 · 1997 · 1998 · 1999 · 2000 · 2001 · 2002 · 2003 · 2004 · 2005 · 2006 · 2007 · 2008 · 2009 · 2010 · 2011 · 2012 · 2013 · 2014 · 2015 · 2016 · 2017 · 2018 · 2019 · 2022 · 2023 · 2024 · 2025